# IC 898
IC 898 је спирална галаксија у сазвјежђу Дјевица која се налази на листи објеката дубоког неба у Индекс каталогу.
Деклинација објекта је + 13° 16' 48" а ректасцензија 13h 34m 9,5s. Привидна величина (магнитуда) објекта IC 898 износи 14,5 а фотографска магнитуда 15,3. IC 898 је још познат и под ознакама CGCG 73-32, PGC 47796.